# Ribeirão Apucaraninha
Ribeirão Apucaraninha är ett vattendrag i Brasilien.   Det ligger i delstaten Paraná, i den södra delen av landet, 900 km söder om huvudstaden Brasília.
I omgivningarna runt Ribeirão Apucaraninha växer i huvudsak städsegrön lövskog. Runt Ribeirão Apucaraninha är det glesbefolkat, med 12 invånare per kvadratkilometer.